# Oheimb (Adelsgeschlecht)

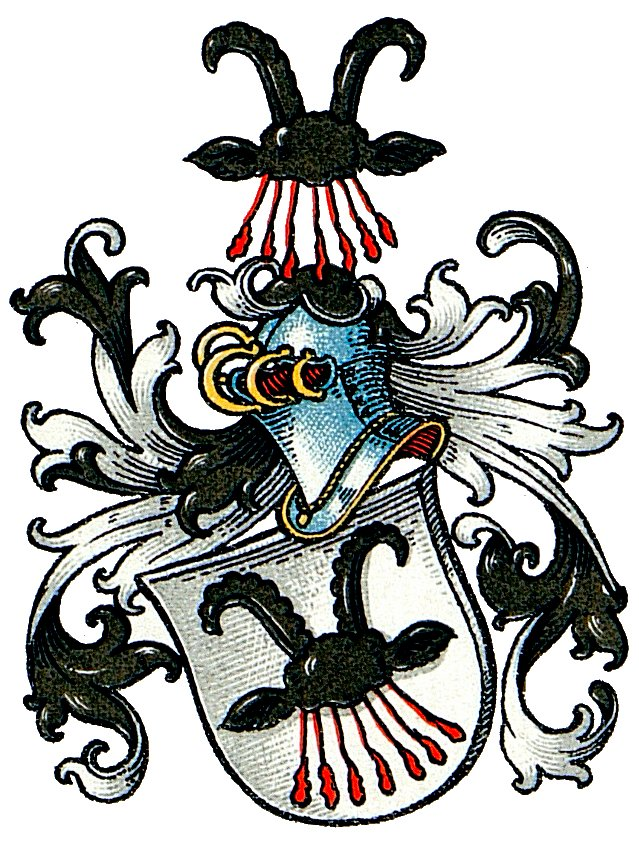
Wappen derer von Oheimb im Wappenbuch des Westfälischen Adels

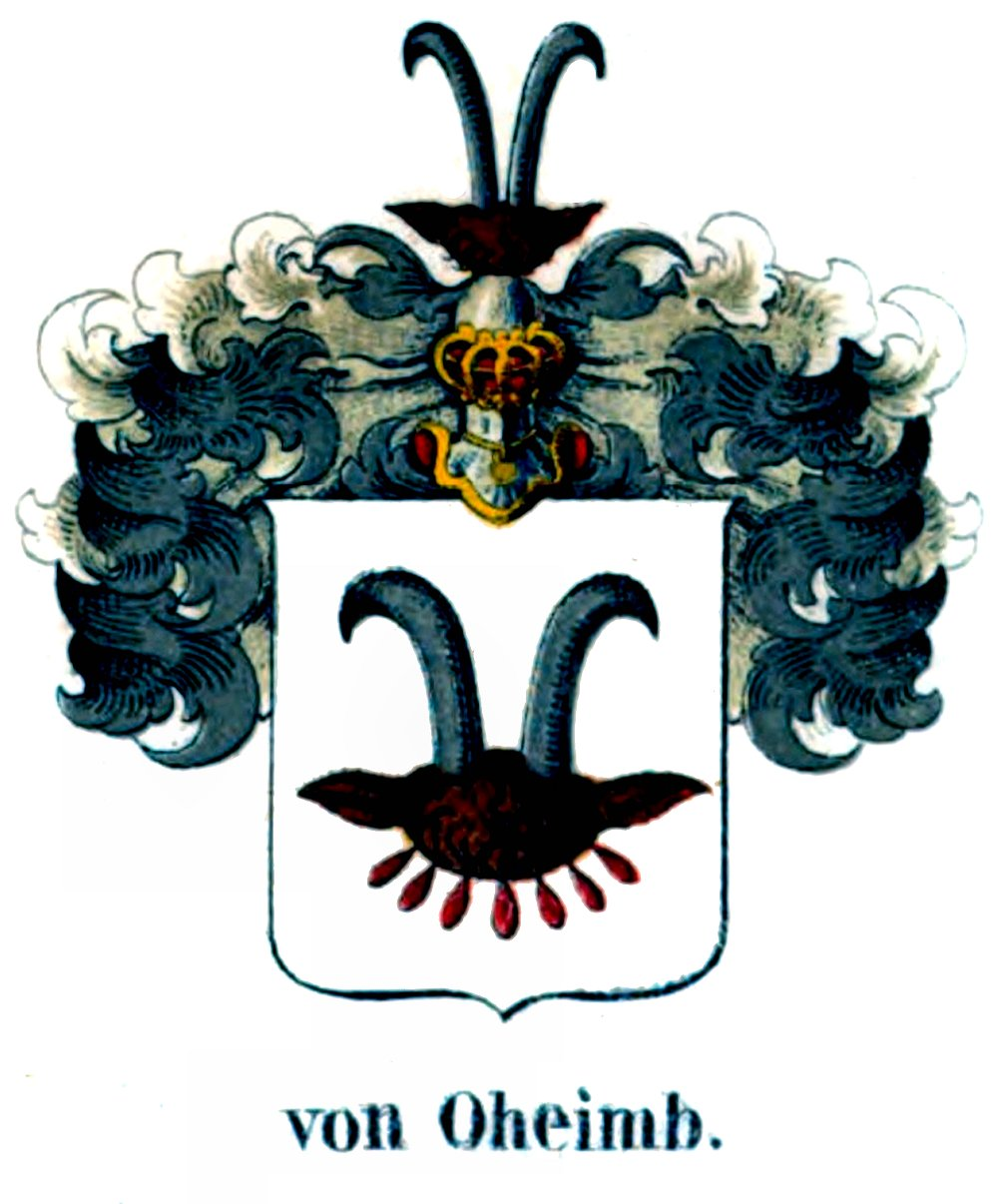
Wappen in Leonhard Dorsts schlesischem Wappenbuch

Oheimb (auch Oem, Ohm o. ä.) ist der Name eines niedersächsischen, später westfälisch-schaumburgischen Uradelsgeschlechts, das sich auch nach Hessen und Sachsen ausbreitete.
Es ist zu unterscheiden von der seit 1727 gleichnamigen briefadeligen schlesischen Familie, die ein anderes Wappen führt.

## Geschichte
Das Geschlecht erscheint urkundlich erstmals 1238 mit dem Ritter Johann von Ohm, mit dem auch die Stammreihe beginnt.
Seit dem 18. Jahrhundert gehörte Gut Oheimb in Holzhausen, Minden-Lübbecke zum Familienbesitz. Ferner hatte die Familie Besitz in Rahden am Limberge sowie im Lippe-Schaumburgischen in Entzen, Helpsen, Krebshagen und Stadthagen. Die Linie Helpsen besaß mit Fresendorf bei Roggentin noch ein Gut in Mecklenburg.

## Wappen

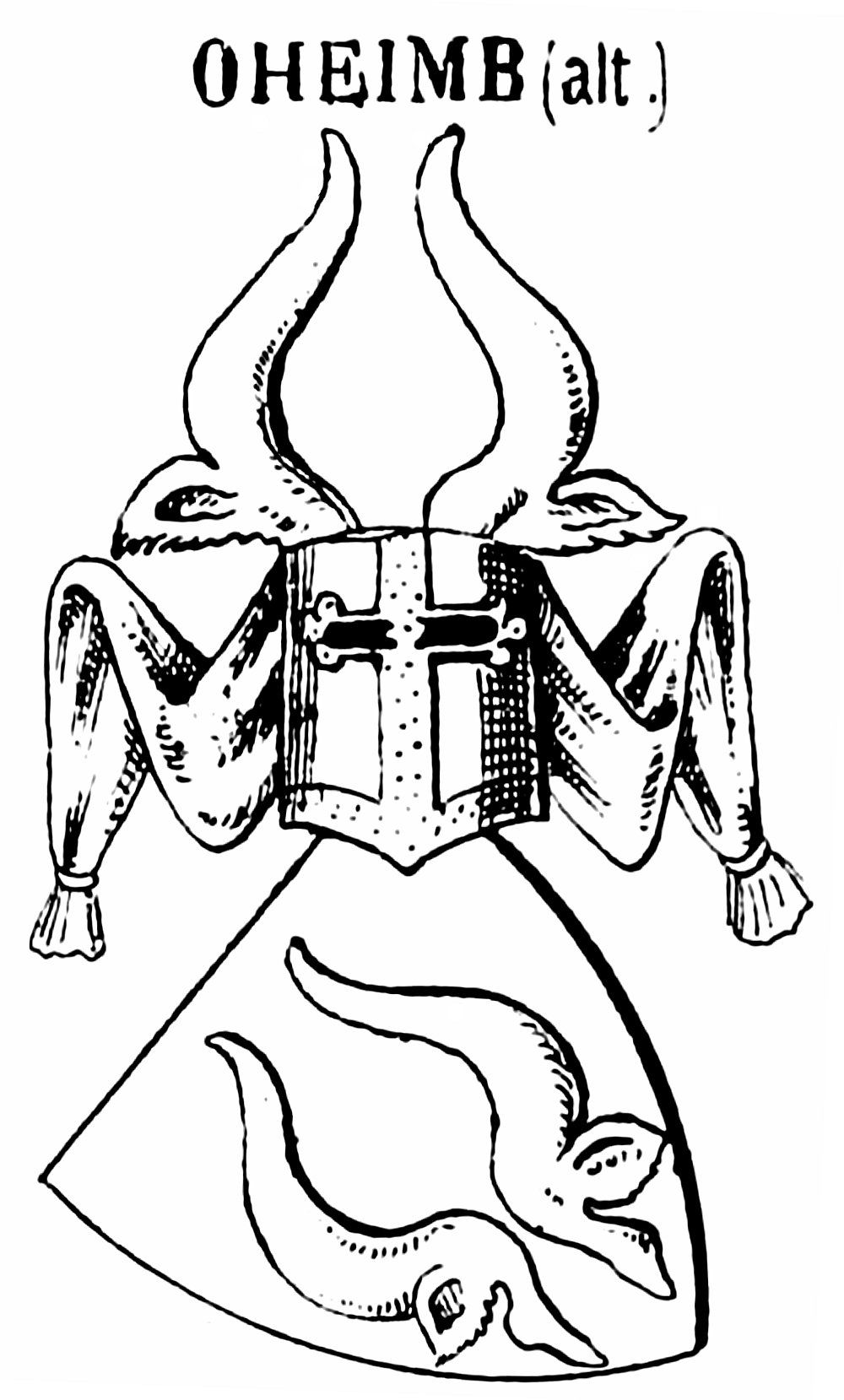
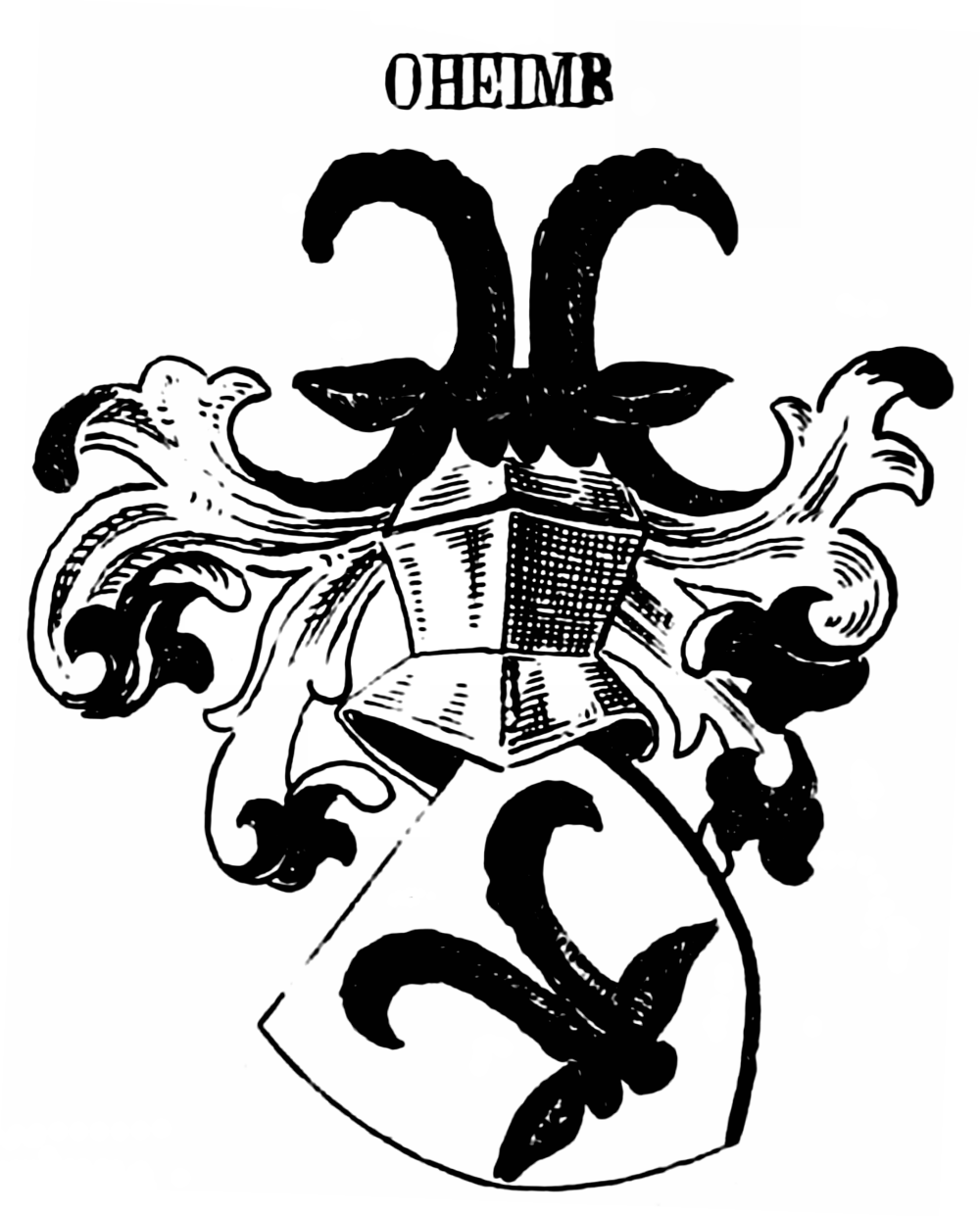
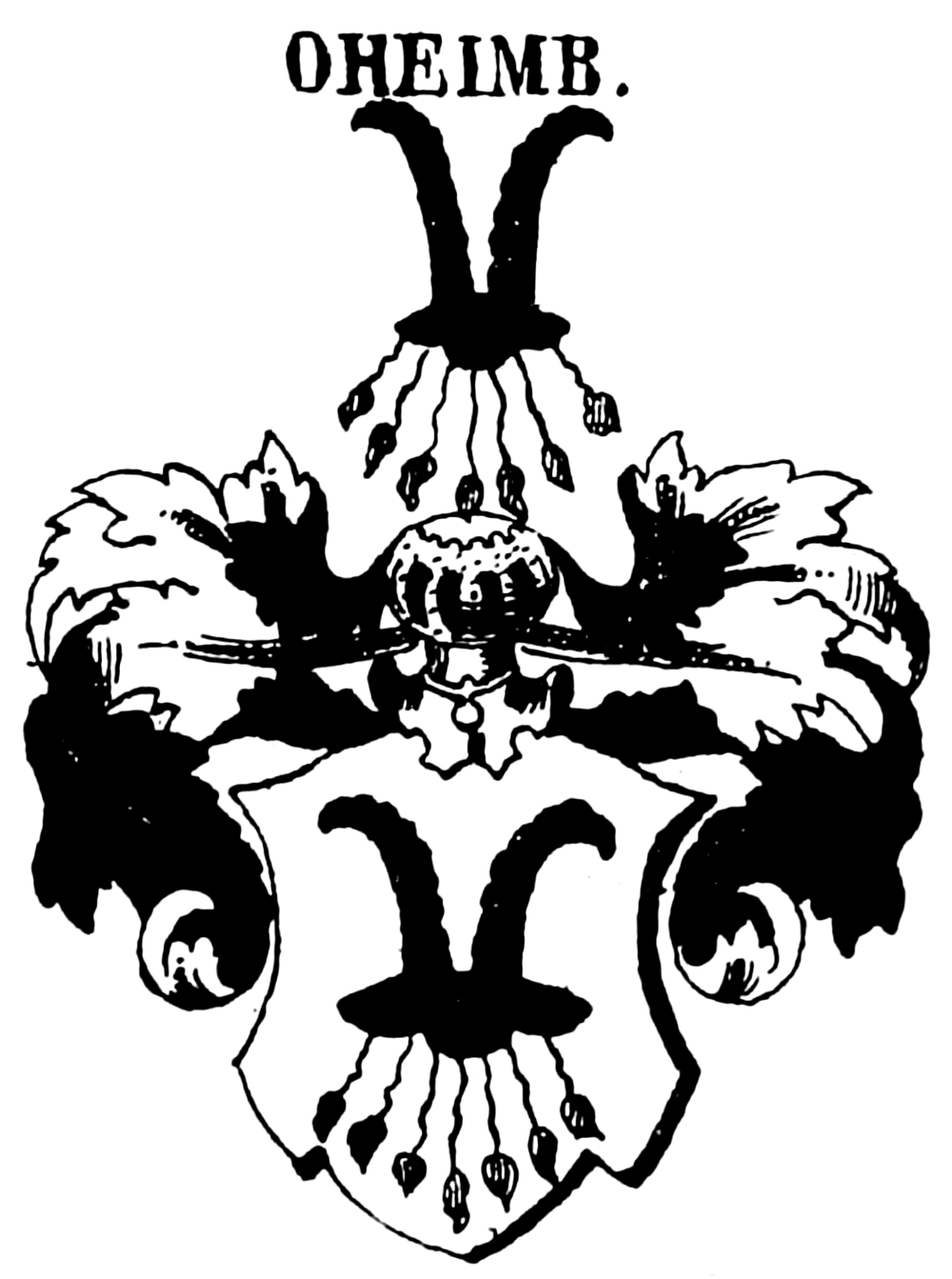

Bis in das 16. Jahrhundert in Silber ein rotes Büffelgehörn, später ein Gemsgehörn mit Grind und Ohren. Im 19. Jahrhundert wieder ein rotes Büffelgehörn mit 7 Blutstropfen. Auf dem Helm mit rot-silbernenen Helmdecken das Schildbild.
Darstellungen in Siebmachers Wappenbüchern

## Bekannte Familienmitglieder
- Johann George Ferdinand von Oheimb (1756–1832), preußischer Landrat
- Ferdinand von Oheimb (1817–1905), deutscher Regierungsbeamter und Politiker
- Alexander von Oheimb (1820–1903), deutscher Regierungsbeamter und Abgeordneter
- Julius von Oheimb (1843–1922), deutscher Politiker und Rittergutsbesitzer
- Katharina von Kardorff-Oheimb (1879–1962), deutsche Politikerin (DVP), MdR
- Goddert von Oheimb (* 1970), deutscher Biologe und Professor